# واربورگ، آلبرتا
واربورگ (کانادا) (به انگلیسی: Warburg, Alberta) یک روستا در کانادا است که در آلبرتا واقع شده‌است.

## خصوصیات
واربورگ ۲٫۷۰ کیلومترمربع مساحت و ۷۸۹ نفر جمعیت دارد و ۸۲۰ متر بالاتر از سطح دریا واقع شده‌است.